# Grundfrekvens
Grundfrekvensen er den laveste rene tone (sinussvingning) i en tone spillet af et instrument. En tone består af denne grundfrekvens og en eller flere overtoner, ofte mange overtoner, med forskellig styrke, hvilket tilsammen giver tonen dens klang.
Kammertonen
Kammertonen har grundfrekvensen 440 Hz, overtonerne er heltalige multiplum af 440 Hz (880, 1320, 1760 Hz osv). Ved fouriertransformation kan man finde forholdet mellem grundtone og overtoner i en tone.